# T-4 (練習機)
川崎 T-4
- 用途：中等練習機
- 設計者：磯崎 弘毅
- 製造者：川崎重工業
- 運用者： 日本（航空自衛隊）
- 初飛行：1985年7月29日（XT-4 試作1号機）
- 生産数：212機（試作4機含む）
- 運用開始：1988年7月28日（部隊使用承認）
- 運用状況：現役
- ユニットコスト：22億5100万円（平成12年度）[1]

T-4は、日本で開発された亜音速ジェット機。航空自衛隊において、プロペラ機による初等訓練を終えたパイロットがつづいて訓練するための中等練習機として用いられている。エンジンを含めた日本の純国産ジェット練習機はT-1Bについで2機種目である。
「ティーよん」や「ティーフォー」と呼ばれるほか、正式な愛称では無いが、他の航空機に比べ小型で丸みを帯びた姿から「ドルフィン」（イルカ）と呼ばれる。

## 来歴

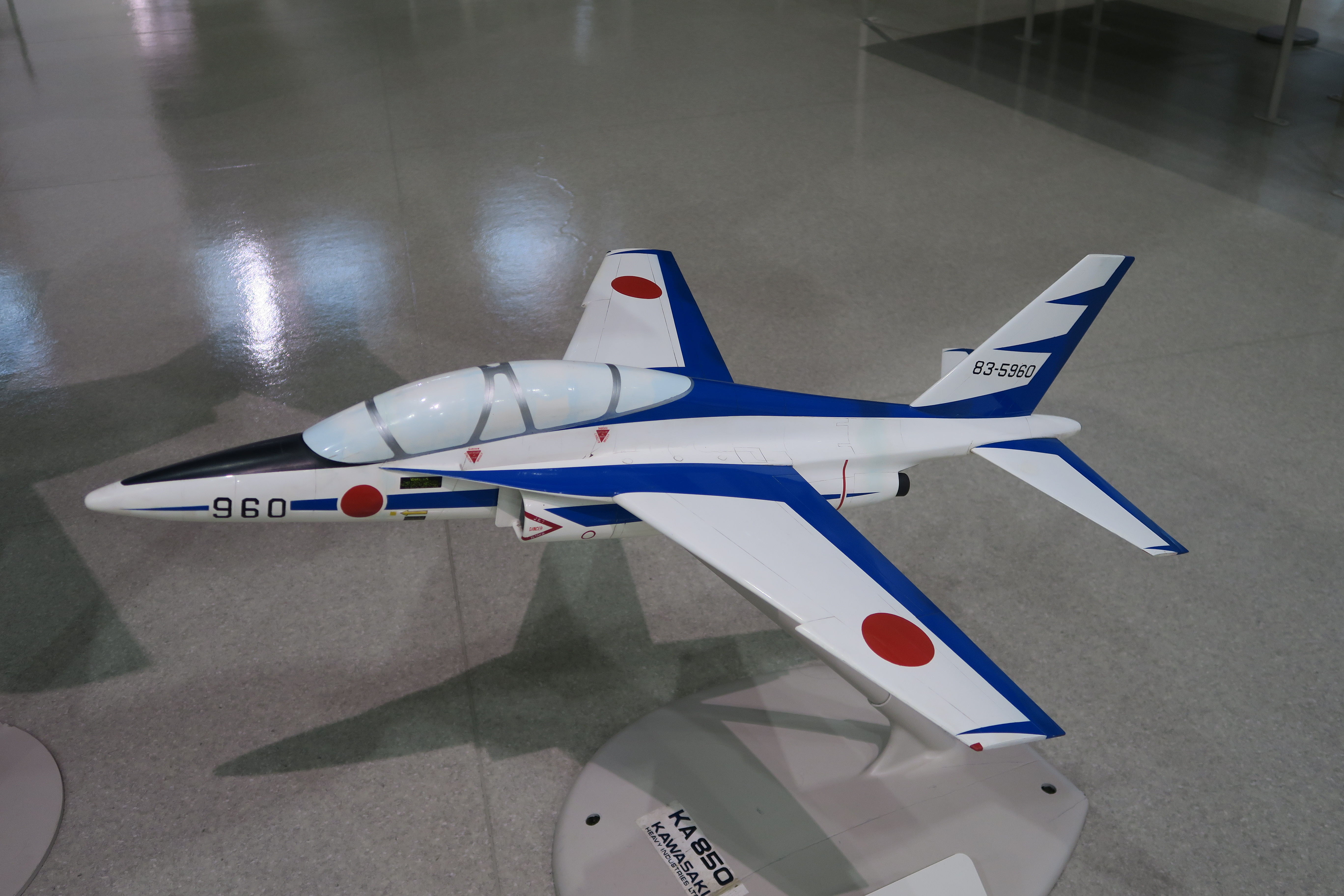
本機の原型となった川崎重工業の設計案 (KA850)

### RFPの提示
1980年頃の航空自衛隊では戦闘機パイロットの教育課程は、レシプロエンジンのT-3初等練習機による第1初級操縦課程（70時間）、ジェットエンジンのT-1A/B中間練習機による第2初級操縦課程（80時間）、T-33A練習機による基本操縦課程（100時間）、T-2高等練習機による戦闘操縦課程（100時間）という課程であった。しかし、T-33・T-1A/Bはいずれも前世代の機体であり、長く使い続けることは難しかった。特にT-33Aは航空自衛隊の創設時から使用されている機体であり、製造後既に25年を経過、平均飛行時間は6,000時間に達し、経年劣化による不具合が頻発していた。またジェット戦闘機としては初期の機体であったために、現行機とは飛行特性が大きく異なり「航空自衛隊で最も操縦が難しい機体である」と評する教官までいるほどで、練習機として不適当であった。
このことから、1975年より、技術研究本部では、航空自衛隊の次期中等練習機を必要な時期に国内開発できるように研究を進めており、各社も独自の検討を進めていた。そして1980年3月31日、航空幕僚監部は次期中等練習機の開発要求書を提出し、昭和55年度中には、国内開発を行うことで防衛庁内で合意に達した。そして防衛庁が提示した提案依頼書（RFP）に対し、1981年5月29日には川崎重工業・三菱重工業・富士重工業の機体メーカー3社が応募した。各社の案を技術研究本部で比較審査した結果、同年9月4日、川崎重工業の案が採択された。

### XT-4の開発
開発にあたっては、川崎重工業を主契約企業（分担率4割）、協力企業を三菱重工業・富士重工業（同各3割）として、航空工業界の総力を結集した「挙国一致」の体制となった。1981年10月26日、新中等練習機"MT-X"の基本設計契約を防衛庁と川崎重工で結んだ。川崎重工業では、岐阜工場内に、他社からの派遣人員も含めて100名体制の中等練習機設計チーム（MTET）を設置した。また技術研究本部でも、技術開発官（航空機担当）の下に30名体制の中等練習機プロジェクト・チームを編成した。
従来、新中等練習機は便宜的に"MT-X"と通称されていたが、1982年6月10日に防衛庁長官の承認を受けた技術研究本部の「57年度技術研究実施計画」よりXT-4と称されるようになった。技術研究本部の審査を経て、10月29日には川崎重工から技術研究本部にXT-4の基本設計書が納入された。この時の空自の要求性能は、全長12.6m、全幅10.0m、全高4.2m、全備重量5,500kg、エンジン推力1,660kg×2、最大速度マッハ0.9、実用上昇限50,000ft、失速速度90kt、航続距離700海里であった。12月28日に発注された「XT-4中等練習機試作（その1）」を端緒として、昭和61年度までに3次に渡る試作が重ねられた。これによって製作された試作機1号機（56-5601）は1985年7月29日に初飛行し、同年12月12日に防衛庁に納入。以後、4機の試作機を用いて技術研究本部および空自の航空実験団で試験が行われた。これらの実績を踏まえて、1988年（昭和63年）7月28日に防衛庁長官の部隊使用承認を受けて、T-4として量産が開始された。なお、開発費は440億円とされる。

## 設計

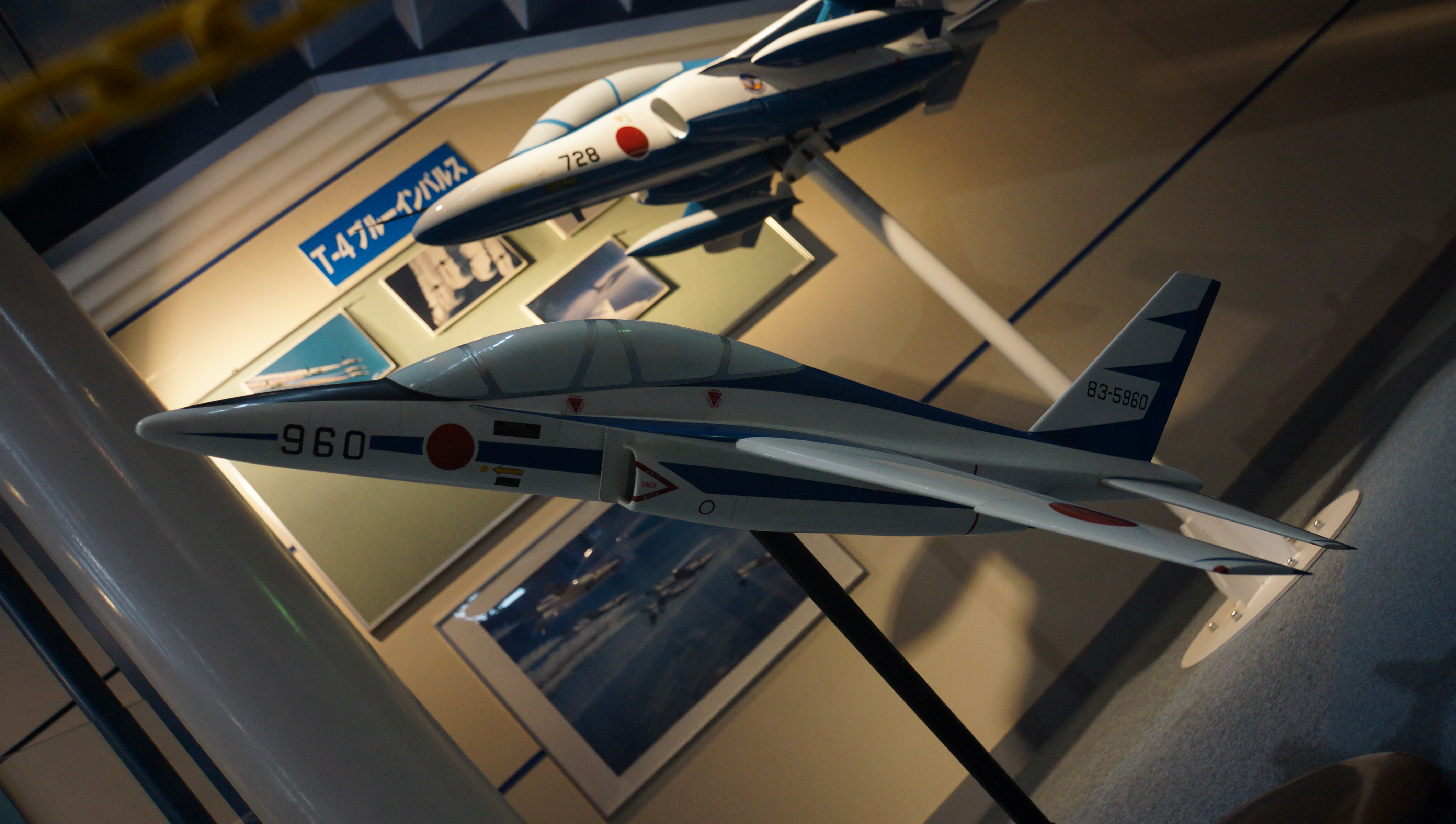
原型機と本機の模型。インテーク周りや機首の形状が異なる。

本機の設計は、川崎のKA-850をベースとしており、KA-851と称されていた。設計段階からコストコントロールに力を入れ、低い開発費と量産価格、経済的な飛行運用コストパフォーマンスを目標とした、デザイン・ツー・コスト手法を採用した。

### 機体構造
主要構造はアルミニウム合金、一部はチタン合金製とされる一方、厳しい要求性能を満足させるため、垂直尾翼・舵面・フラップ・エアブレーキなどにはCFRPやAFRPなどの複合材料を使用して軽量化を図っており、適用範囲は構造重量の約4.5パーセントとされた。特にここで実用化された「複合材一体成型構造」は、FS-X（後のF-2）につながる「複合材一体成型主翼構造の研究」の素地ともなった。設計にあたっては損傷許容設計（DTD）の概念が導入され、フェイルセーフとあわせて安全性の向上が図られている。
主翼は中翼配置で、低速から高速までの広い飛行範囲において良好な飛行特性を発揮できるよう、新しい遷音速翼型（スーパークリティカル翼型）が採用された。また機体形状の空力的洗練が図られており、各部が丸みを帯びた形状にまとめられている。設計上、特に重視されたのは、遷音速での良好な飛行特性と、高迎え角時の運動性確保の2点であった。また操縦性安定性はMIL-F-8785のクラスIに準拠している。
コクピットはタンデム配置の複座で、訓練生が前席、教官が後席に搭乗する。前・後席で、アイポイントで270ミリの段差がついており、前席で13度下、後席で3度下の前方視界が得られる。射出座席はステンセルSIIIS-3ERで、ダイセルがライセンス生産している。射出の際には、キャノピーに仕込まれた細い導爆線（MDC）を起爆して切れ目を入れて、座席上部のキャノピー・ブレーカーでこれを突き破る方式となった。座席下に救命キットが搭載されているが、キットに入れる無線機の仕様を確認せずに発注したため、降下中にキットから飛び出し、大きすぎて格納できない物が届いたことから、改修までは従来の無線機を利用している。
キャノピーは右横開きで、三菱レイヨン製のワンピース構造とされた。事業用操縦士に必要な計器飛行の訓練もT-4で行われるが、飛行計器のみを見なければならない訓練中に外部を見てしまうのを防ぐため、訓練生が座る後部座席には視界を遮るカーテンとレールを取り付けることが可能である。
新しい試みとして、機上酸素発生装置（OBOGS）の採用がある。従来の液体酸素にかわり、エンジンのコンプレッサー抽気から窒素を吸着することで酸素を取り出してコクピットに供給するもので、液体酸素の補給作業が不要になることでターン・アラウンド時間が短縮できるほかにシステムが簡略化されて軽量化を図ることができるメリットがあった。AV-8Bで一部採用されていたが、本格的な採用は世界初であった。

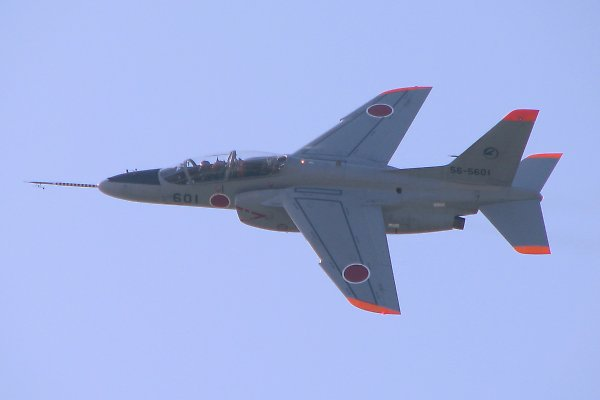
飛行開発実験団のT-4（試作1号機）
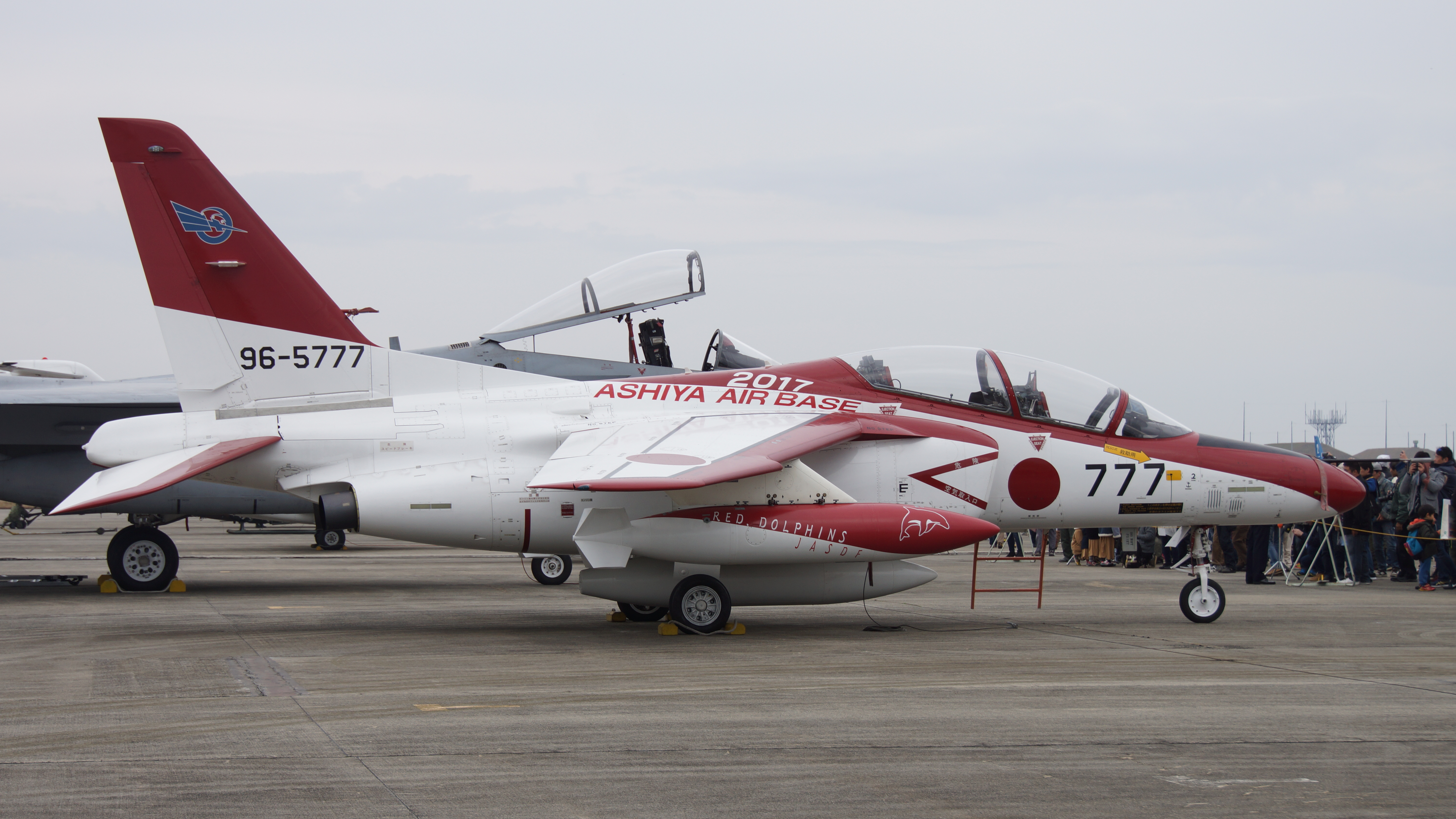
レッドドルフィン仕様のT-4に描かれたイルカ
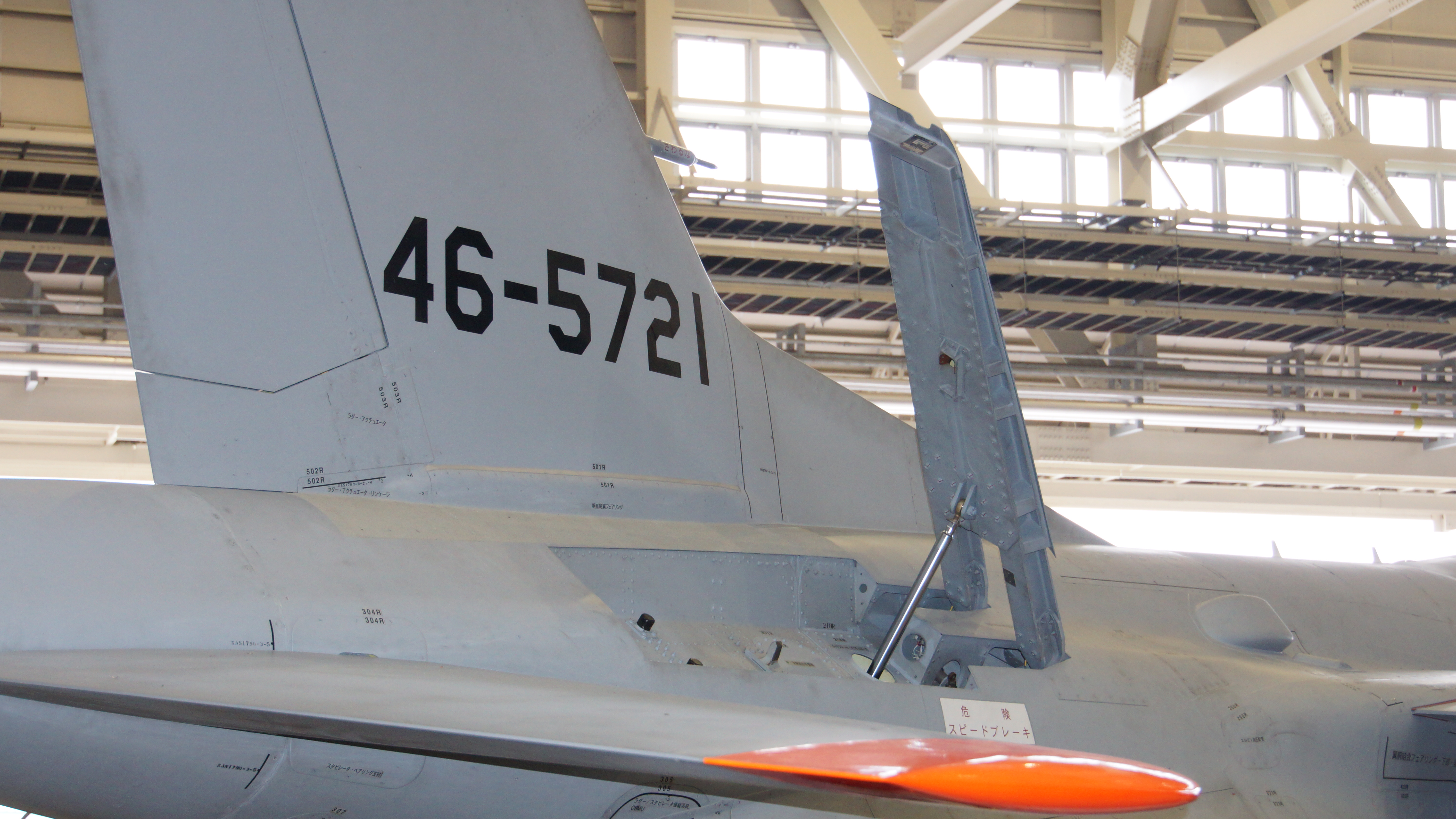
エアブレーキ
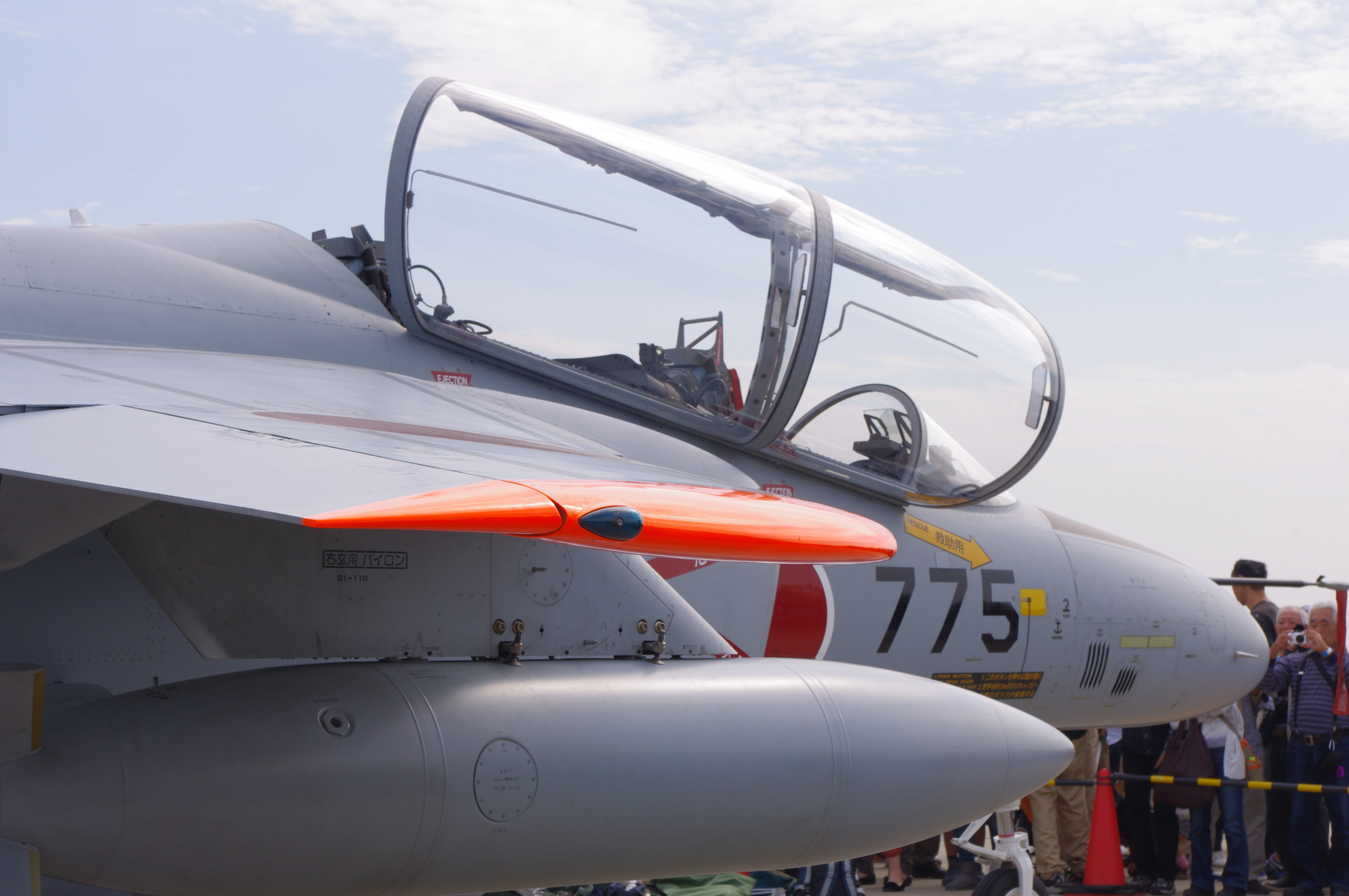
横開きのキャノピー
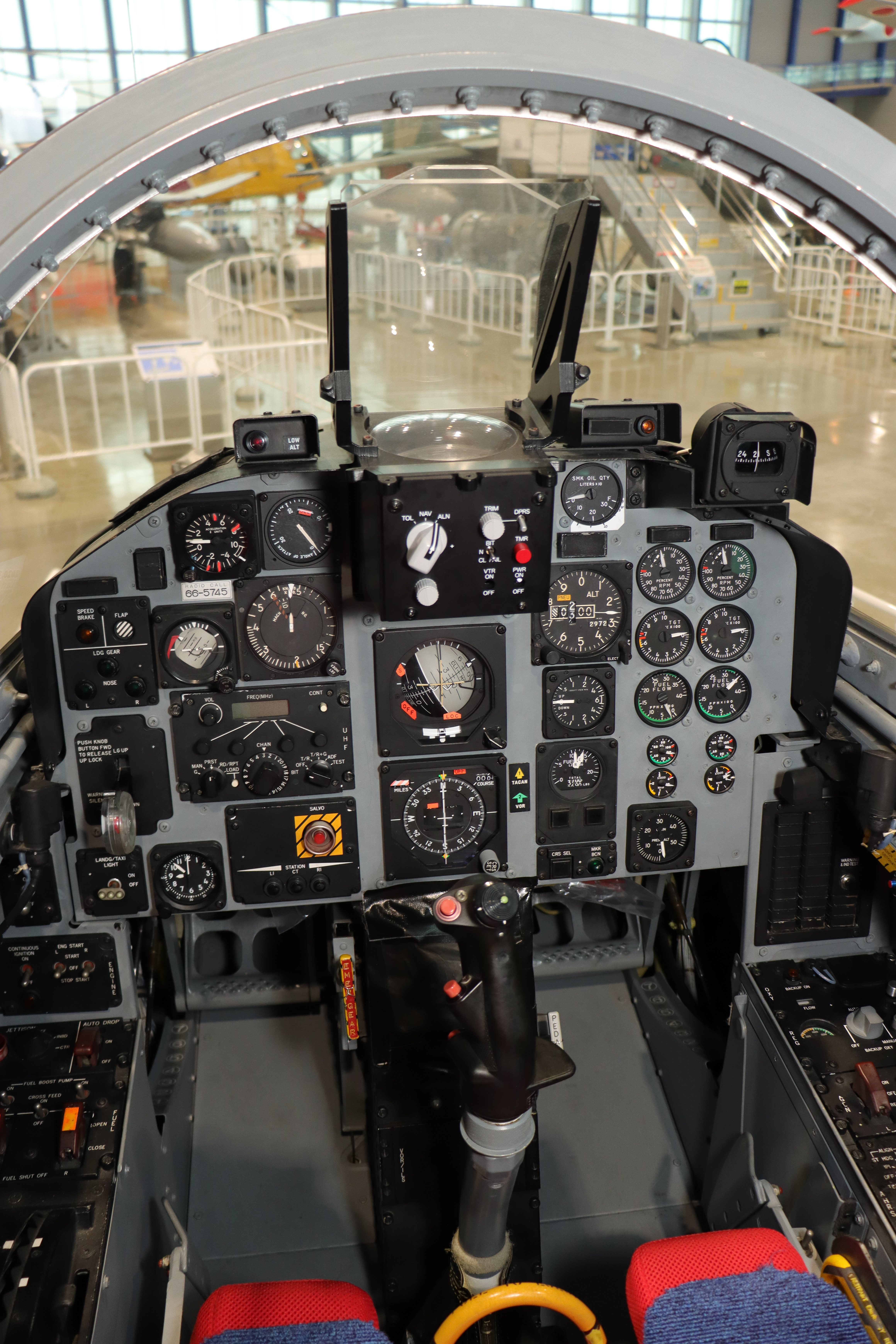
前席の計器盤。 ブルーインパルス所属機のため、スモークオイル計が追加されている。

### 動力系統
T-2の開発の際、アドーアエンジンの低信頼性に苦しんだことから、XT-4のエンジンには、米軍規格に基づく高い信頼性の確保が要求された。川崎重工では、機体規模・構成が近いアルファジェットで採用されていたスネクマ/チュルボメカ ラルザックを提案していたが、1982年10月29日の決定により、国産のXF3ターボファンエンジンが採用された。
本機で採用されたF3-30は、1975年より、技術研究本部の第3研究所が石川島播磨重工業（現・IHI）を契約会社として開発してきたXF3-1の推力向上・量産機であった。9月までにC-1 FTB機による第一期空中試験を終えており、1983年12月までに予備飛行定格試験（PFRT）を完了して、1984年2月には試作機搭載用エンジン3機分10台が発注された。
最大速度はマッハ0.9とされている。海面上昇率は10,360フィート毎分を目標としており、T-1やT-33のほぼ倍となった。これは訓練環境への適合性の必要から、訓練空域への往復時間の短縮が求められたものであった。また第13飛行教育団への配備が予定され、滑走路長3,380フィート (1,030 m)の芦屋基地での運用が見込まれたことから、離陸距離2,700フィート (820 m)・着陸距離2,500フィート (760 m)が要求された。
また基地から遠い訓練空域までの往復が想定されたことから、訓練効率の向上のために高い航続性能が要求された。機内燃料搭載量は約600ガロンと、西欧の同種機体よりも多くされた。また新明和工業により、120ガロンの増槽も開発された。

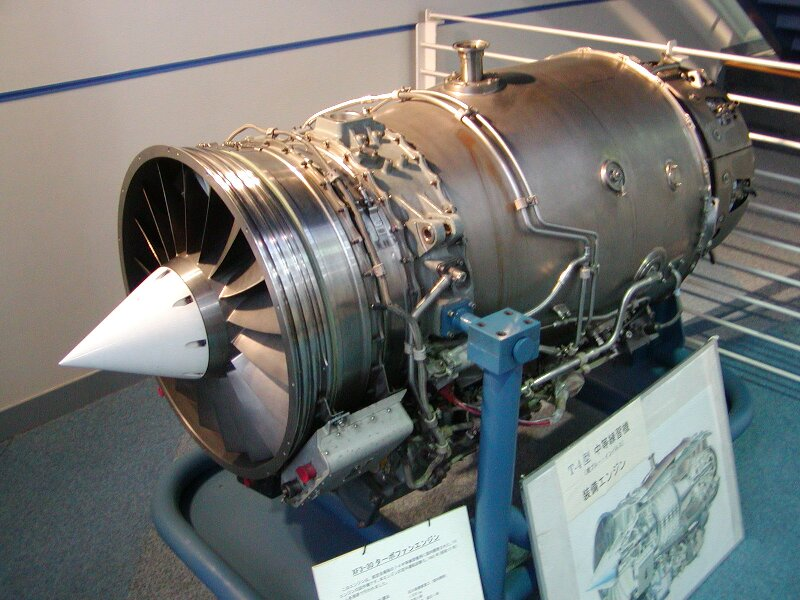
試作型のXF3-30ターボファンエンジン
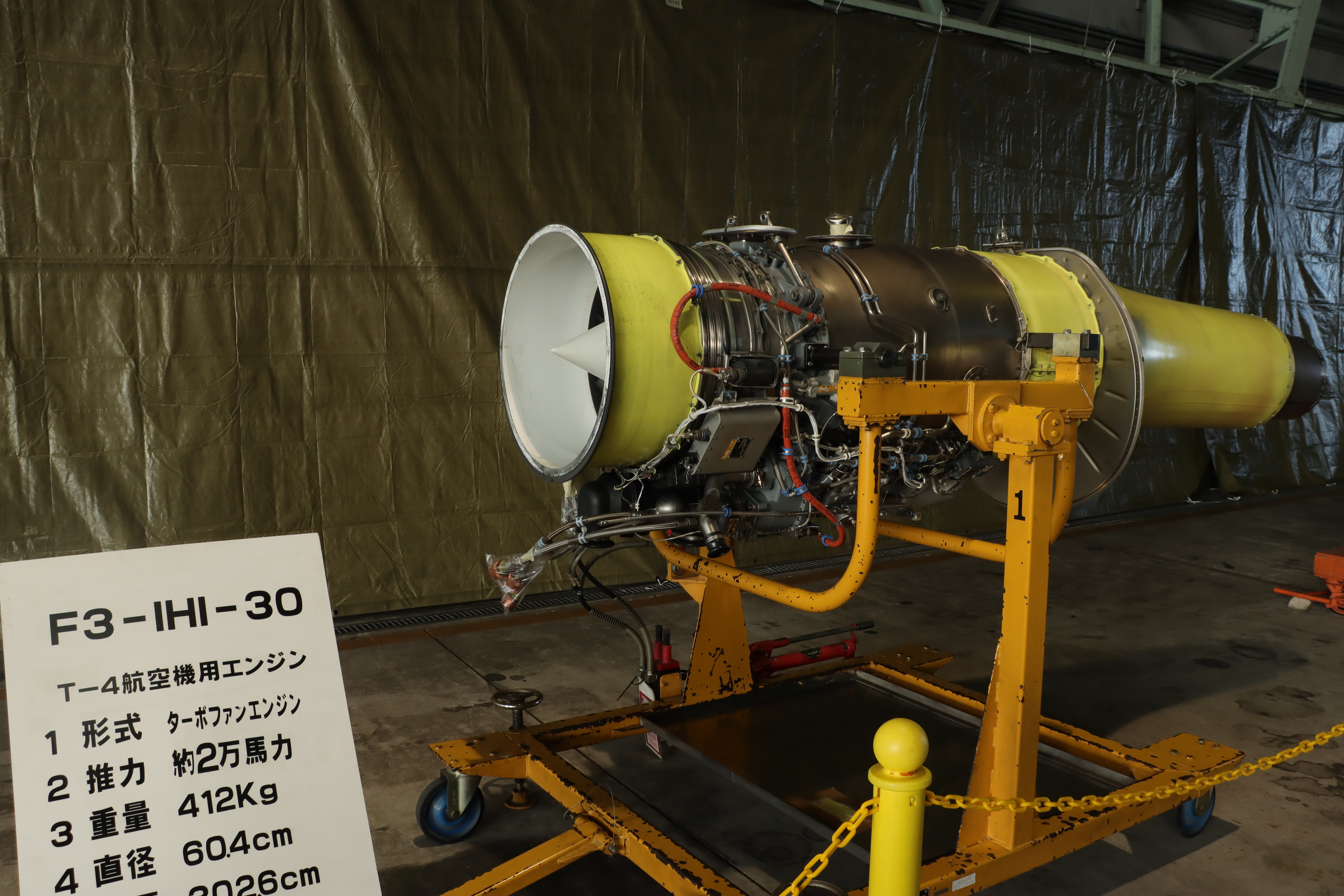
現在使用中のF3-IHI-30ターボファンエンジン、本体からノズルまで
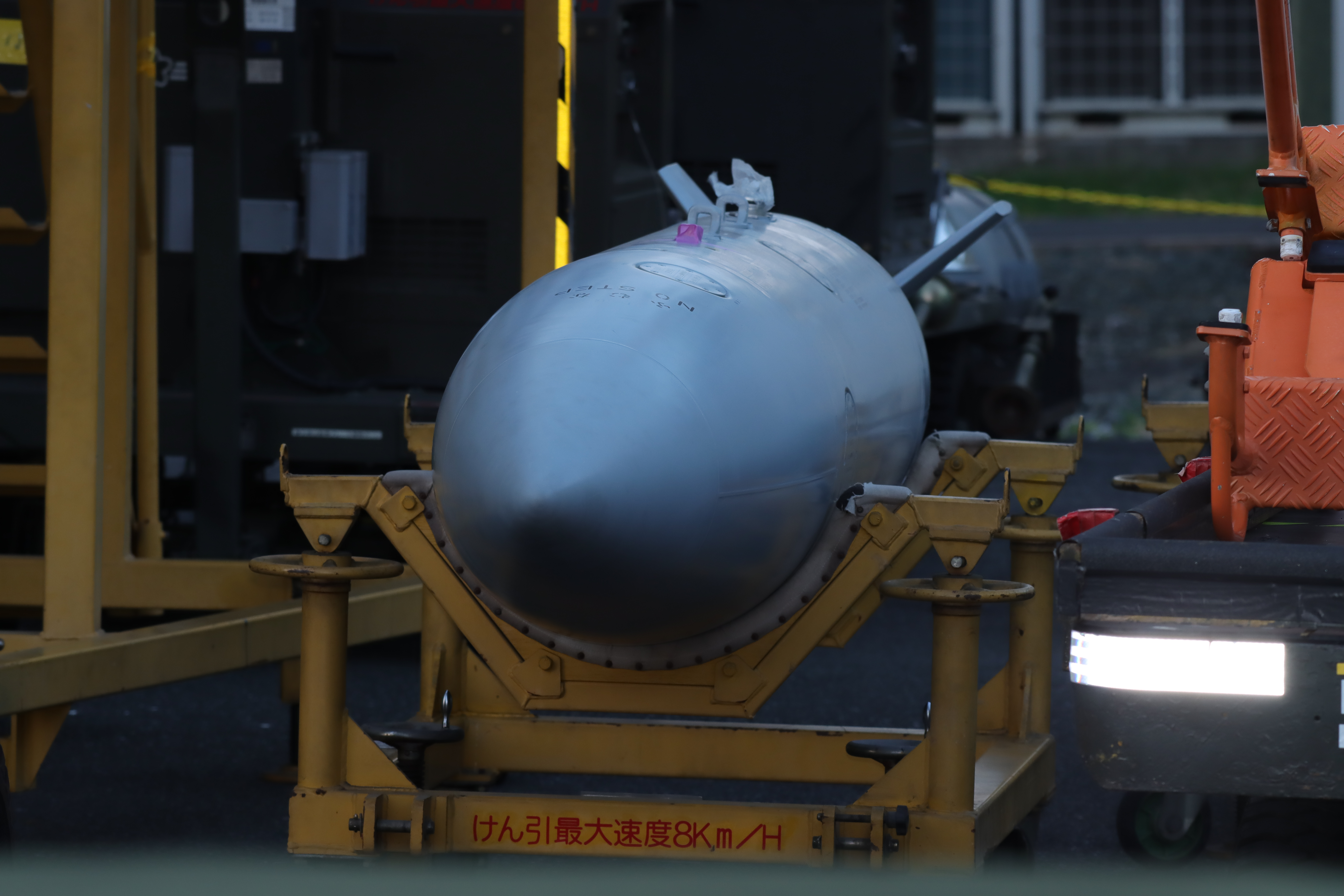
120ガロン増槽タンク。パイロンを介して機体と装着される

### 機体塗装
カラーリングは、ほとんどの機体はT-2よりも濃い灰色で、主翼や尾翼の端は視認性向上のため蛍光オレンジのラインが入っている。また、F-15J/DJに似た制空迷彩を施した機体もある。過去にF-1を模した迷彩塗装を施した機体もあった。
曲技飛行チーム「ブルーインパルス」（下記）の機体は白地に青のラインをあしらったもので、F-86F時代の塗装のイメージを引き継いでいる。
芦屋基地第13飛行教育団の機体は上空での視認性向上を目的としてT-7と同じく『白地に赤のライン』の塗装であるため長らくの間「レッドドルフィン」という通称が用いられていたが、2022年9月4日に開催された航空祭を機に、「レッドインパルス」に愛称が変更された。2007年度より飛行教育カリキュラムの改正により、第13飛行教育団のT-4の定数が削減され、一部の機体は浜松基地第1航空団へ移動したが塗装はそのままであり、第1航空団では通常塗装とレッドインパルスが混在した状態で配備されている。川崎重工の紹介ページでは一時期レッドインパルスの画像が使われていた。

## 装備
翼下と胴体下には計3ヶ所のハードポイントが設定されている。上記の増槽のほか、胴体下のポイントにはトラベルポッド、標的曳航装置、集塵ポッドなどを搭載することができる。

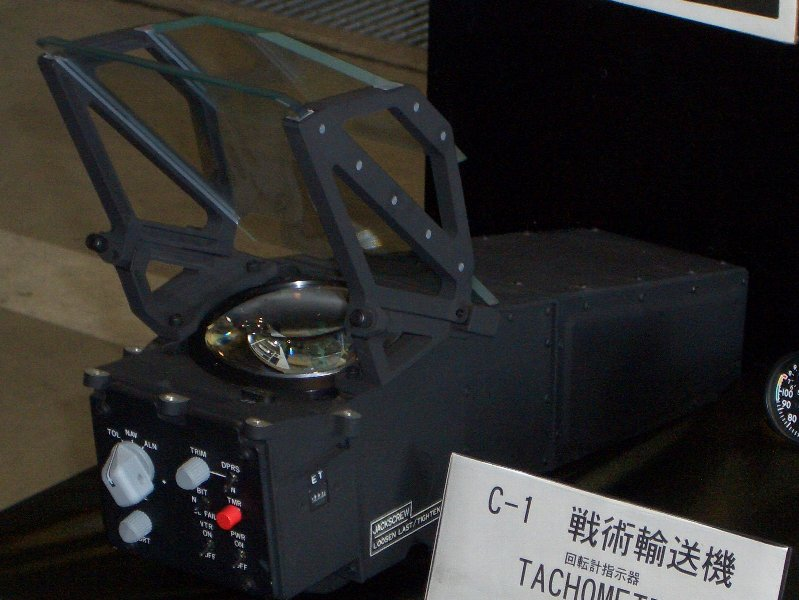
前席用のヘッドアップディスプレイ

なおXT-4では、戦技訓練用として兵装の搭載も考慮されており、ヘッドアップディスプレイ（HUD）も、通常の運用で使用する3つのモードのほか、空対空射撃（AAG）、空対地射撃（AGG）、爆撃（BOMB）、ロケット（RKT）およびマニュアル（MAN）の5つのモードが選択可能となっていた。AAGモードでは見越し角を自動算出してレティクルにシンボルを表示する機能を備えており、射撃レンジや射撃目標の翼幅は手動で切り替えることができた。またAGG・BOMB・RKTの各モードでは姿勢方位基準装置（AHRS）やエア・データ・コンピュータからの情報と、表示操作パネルから入力された標的の標高や周辺の風向・風速のデータを元に弾道計算を行い、着弾点をレティクルにシンボル表示することができた。
搭載兵装としては、胴体下に7.62mm口径のミニガンのポッド、また主翼外側のハードポイントに訓練爆弾やロケット弾を搭載することが想定されていた。1987年には試作2号機にミニガンのポッドを搭載して、三沢基地で発射試験が行われた。
ただし量産機では、HUDは通常の運用で使用する3つのモードのみとなっており、武装せずに運用されている。川崎重工では、T-4を元にして、単座化するとともにエンジンも強化して、火器管制レーダーを搭載するなどアビオニクスを強化、機関砲を固定装備するとともに空対空ミサイルや空対艦ミサイルの搭載にも対応した機体を検討したこともあったが、社内研究の域を出るものではなかった。

## 派生型

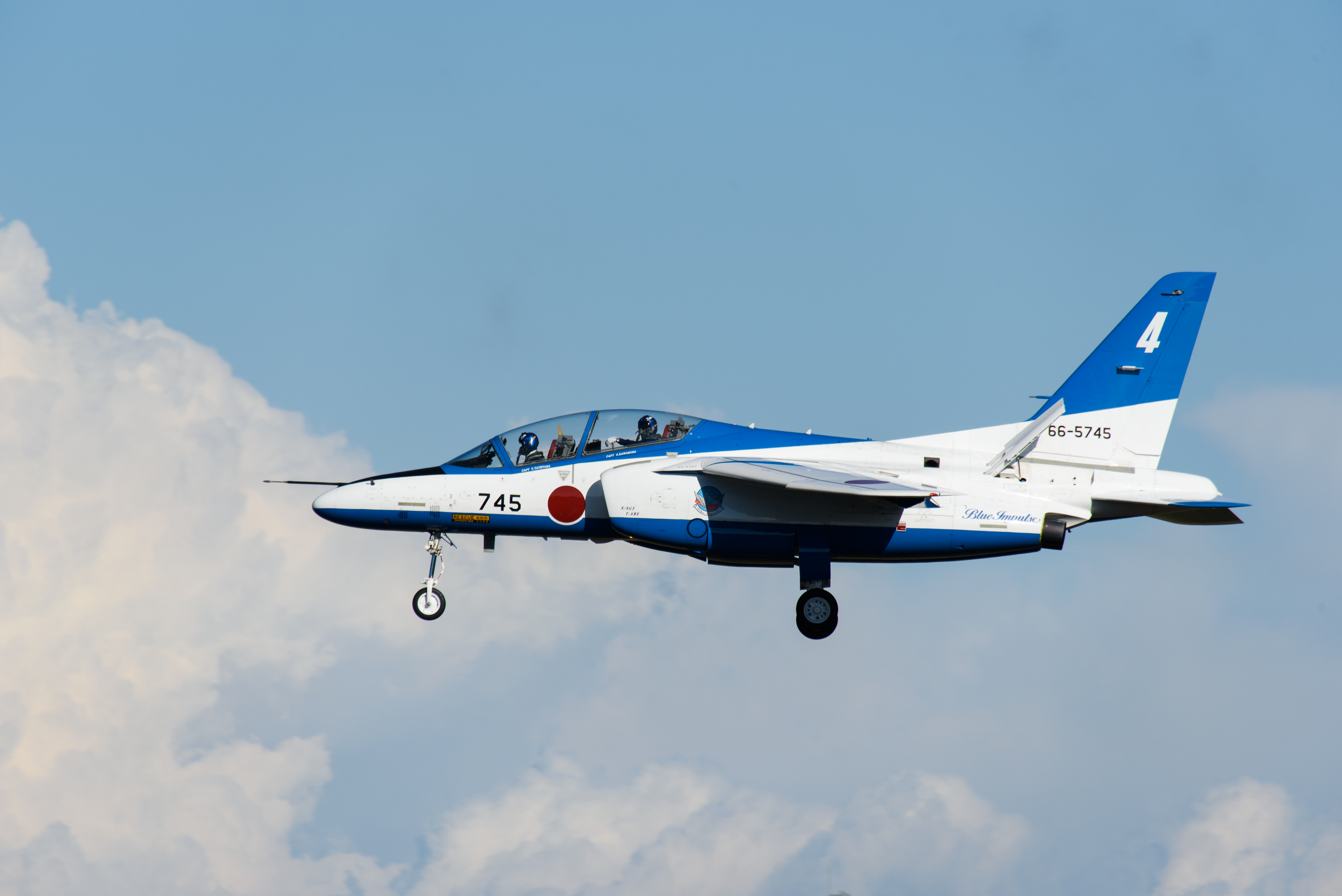
戦技研究仕様機

XT-4
試作機（飛行試験機4機+地上強度試験機2機・後に飛行試験機は量産化改修を経てT-4に編入）
T-4
量産型。航空自衛隊で練習機、連絡機として利用されている。
飛行開発実験団では精密計測用に標準ピトーを搭載した機体が配備されている。
下記の「戦技研究仕様機」とは別機種扱い。
戦技研究仕様機
第11飛行隊の使用機（3代目ブルーインパルス）。第11飛行隊創設時は新造機として取得され、現在はそれらの機体が寿命を迎えることに対応するために、既存のT-4を戦技研究仕様機に改修した機体が配備されている。一時期は新造機と改修機の2つのタイプの機体が混在していたが、2020年3月25日に最後の新造機(46-5731)が退役したことで現在は改修機のみの配備となっている。改修機は小牧基地でモスボールされていた9機と、小松基地に配備されていた1機(第303飛行隊所属)である。書類上は戦技研究仕様機となっているが、公式ウェブサイトでは『T-4 ブルーインパルス』と紹介されているため、俗にブルーインパルス仕様とも称される。またパイロットはドルフィン・ライダーと呼ばれている。
量産型からの改修点は、バードストライク対策としてウインドシールドの強化やHUD透明表示板の材質変更、ラダーリミッタの制限角を拡大方向に変更、低高度警報装置の追加、コックピット内の一部機器追加やレイアウト変更、スモーク発生装置の追加など、低空でのエアロバティックに必要な改修と塗装のみにとどまり、機体構造やエンジンは量産型と同等である。

## 後継機
2024年4月10日に行われた日米首脳会談において、T-4の後継機を日米共同開発する事が決定された。
イタリアのレオナルド S.p.AはT-4の後継としてM-346を売り込んでおり、2025年5月に開催された防衛展示会「DSEI Japan 2025」で、M-346の日本版である「M-346J」の模型とフライトシミュレーターを展示した。なお、M-346は航空自衛隊が2022年からパイロットを派遣して飛行訓練を行っている、国際飛行訓練学校（IFTS）でも運用されている。

## 諸元・性能
出典: Jackson 2004, pp. 329–330
諸元
- 乗員: 2名
- 全長: 13.00 m (ピトー管部含む) / 11.96 m (胴体部)
- 全高: 4.6m （約15ft）
- 翼幅: 9.94 m（32 ft 7.5 in）
- 翼面積: 30.84m2 （約332ft2）
- 空虚重量: 3,840 kg （8,466 lb）
- 最大離陸重量: 7,500 kg （16,535 lb）
- 動力: 石川島播磨重工業製 F3-IHI-30またはF3-IHI-30B ターボファンエンジン、 1,670 kgf (16.4 kN)  × 2

性能
- 最大速度: マッハ0.907(1036km/h) （560ノット）
- 巡航速度: マッハ0.75
- 失速速度: 167 km/h （90ノット）
- フェリー飛行時航続距離: 1,668 km （900海里） ※増槽2基搭載
- 航続距離: 1,297 km （700海里） ※機内搭載燃料のみ
- 実用上昇限度: 14,815 m （48,600 ft）
- 上昇率: 3,078 m/min （10,100 ft/s）
- 離陸滑走距離: 655 m （2,150 ft）
- 着陸滑走距離: 704 m （2,310 ft）
- 設計寿命：7,500時間

武装
- 固定武装: なし

## 運用史

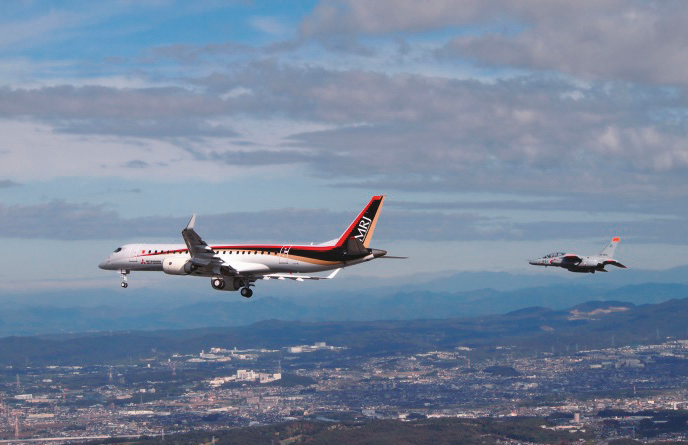
MRJに随伴するT-4（2015年11月11日）

1988年7月28日に部隊使用承認が下り、同年9月より量産機の納入が開始。以後、各飛行隊のT-33A、後にはT-1A/Bも置き換えながら全国へ配備された。15年にわたって量産体制が敷かれ、2003年（平成15年）3月6日の最終号機（36-5812）引渡しまでに、量産機は208機、試作XT-4の4機も含めて212機が生産された。
量産機は、まず浜松基地の第1航空団に10機、また整備実習用として第一術科学校に2機が配備された。既にT-33はその前年の1987年より用途廃止機が出はじめていたことから、まずT-4はT-33の代替機として配備されていった。1990年10月には最後のT-33部隊であった第33飛行隊が廃止となり、以後は各航空団で多用途補助機として使われていたT-33を代替していった。またT-2にかわる3代目「ブルーインパルス」としても採用され、1994年8月11日より専用仕様機（戦技研究仕様機）の納入が開始されて、1995年（平成7年）度から運用を開始した。
そして1996年（平成8年）度からはT-1A/Bの後継機としての配備も開始され、2001年3月までにT-1の更新を完了した。これにより、従来は基本操縦課程で行われていたT-1からT-4への機種転換教育が不要になったことから、115時間だった課程が80時間に短縮されている。平成17年度以降、T-7の初級操縦課程を経て、T-4の基本操縦課程を終了すると、すぐにF-15やF-2といった戦闘機での訓練（戦闘機操縦課程）に移行する課程となった。また2007年8月からは、戦闘機との橋渡しとして、第1航空団でT-4による戦闘機操縦基礎過程（FTB）教育が開始された。これによって基本操縦前期課程から戦闘機操縦基礎過程までをT-4の単一機種で行うようになったが、T-4とF-15・F-2とのギャップが大きいために、戦闘機操縦基礎過程から戦闘機操縦課程へとスムーズに移行できなくなっているという弊害が指摘されており、T-4後継機とあわせて高等練習機（LIFT機）の再導入も取り沙汰されている。
操縦訓練以外の用途としては、ブルーインパルスの曲技機、連絡機の他、2006年10月の北朝鮮による核実験の際に大気中の浮遊塵を採取するため集塵ポッドを搭載、2015年11月11日に行われたMRJ（現：Mitsubishi SpaceJet）の初飛行時にチェイス機として随伴するなど様々な用途に使われている。なお射撃訓練ではF-4やF-15に標的曳航装置を搭載しており標的曳航機としての運用は行われていない。浜松基地には第1術科学校が整備教材として使う機体が存在する。

### 配備先
連絡機として使われており、飛行場のある基地には概ね配備されている。
- 千歳基地：第2航空団 - 第201飛行隊・第203飛行隊
- 三沢基地：第3航空団-第301飛行隊- 第302飛行隊・北部支援飛行班
- 松島基地：第4航空団 - 第11飛行隊（ブルーインパルス）・第21飛行隊
- 百里基地：第7航空団 - 第3飛行隊
- 入間基地：中部航空方面隊司令部支援飛行隊
- 小松基地：第6航空団 - 第303飛行隊・第306飛行隊、航空戦術教導団 - 飛行教導群
- 浜松基地：第1航空団 - 第31教育飛行隊・第32教育飛行隊、第1術科学校
- 岐阜基地：飛行開発実験団
- 芦屋基地：第13飛行教育団
- 春日基地：西部航空方面隊司令部支援飛行隊
- 築城基地：第8航空団 - 第6飛行隊・第8飛行隊
- 新田原基地：第5航空団 - 第305飛行隊、飛行教育航空隊 - 第23飛行隊
- 那覇基地：第9航空団 - 第204飛行隊・第304飛行隊・南西支援飛行班

### 事故
1991年（平成3年）3月12日、第32飛行隊のT-4（16-5654）が訓練空域から基地に向かう途中、遠州灘で墜落、教官と訓練生の2名が死亡した。教官の横地正治3佐（殉職後に2佐）は、かつてT-2ブルーインパルスのパイロットであった。
2000年（平成12年）7月4日、第11飛行隊（ブルーインパルス）所属の2機が松島基地から25kmの牡鹿半島上空でレーダーから消失、金華山に墜落し、乗員3名が殉職した。この年の3月22日には同基地所属のT-2も同空域で墜落しており、至近の女川原発へ衝突する可能性を合わせ、地元自治体や日本共産党などに非難された。再発防止策が自治体に受け入れられるまで1年あまり曲技飛行の訓練が凍結された。
2025年（令和7年）5月14日午後3時6分ごろ、宮崎県 新田原基地所属のT-4練習機（96-5625）が愛知県 小牧基地（県営名古屋空港）を離陸。約1分後、高度が約1400メートルから急低下し、同8分ごろに犬山市上空でレーダーから機影が消え、入鹿池に墜落した。

### トラブル
2019年4月2日、三沢基地所属機が、離陸後、右エンジンからの異音と振動を確認し、右エンジンを停止した状態で着陸した。着陸後の検査により、右エンジンは振動によりタービンブレードが折損、これによりエンジン内部が損傷したことが判明した。その後のIHIによる調査により、振動を抑える部品（内部の羽根状の金属部品）の機能の不足が判明、T-4は全機飛行停止とし、エンジン部品の交換等の対策を講じた上で、安全が確認された機体から順次飛行を再開すると発表された。なおこのトラブルによる部品の交換作業の長期化により、一時的に配備するT-4が少ない状態となり、ブルーインパルス所属機が2020年6月から通常6機編成のところ、当面4機編成になるなどの影響が発生した。

## 登場作品

### 映画・TVドラマ
『電車男』（2005年）
最終話に登場、所属は不明であるが航空総隊司令部飛行隊（入間基地）の機体である可能性が高い。
『相棒 -劇場版- 絶体絶命! 42.195km 東京ビッグシティマラソン』（2008年）
東京ビッグシティマラソンの開会式の際に、ブルーインパルス所属機が登場。
『空飛ぶ広報室』（2013年）
原作の小説及びTVドラマに、ブルーインパルス所属機を始めとするT-4が登場。
『映画 ハピネスチャージプリキュア! 人形の国のバレリーナ』(2014年)
EDに登場。

### 漫画・アニメーション作品
『青空少女隊』
清水としみつの漫画およびオリジナルアニメーション作品。
『レスキューエンジェル』
トミイ大塚の漫画。アニメ「よみがえる空 -RESCUE WINGS-」を原作とする漫画（現、題名・『航空自衛隊小松基地救難隊RESCUE WINGSゼロ』）
『アイドル防衛隊ハミングバード』
吉岡平の小説およびオリジナルアニメーション作品。
『超次元ゲイム ネプテューヌ』（2013年）
同名のコンピューターゲームのTVアニメーション化作品。第3話のコンサートシーンにアクロバット機として登場。「コークスクリュー」や「ヴァーティカルキューピッド」等の展示飛行を行う。

### 小説
『オーバースペック』
未須本有生の小説。本機をモデルとした航空自衛隊ジェット練習機「MT-4」が登場。本機の武装化改修をめぐって、防衛省と航空機メーカーの人々の間に繰り広げられる物語が描かれる。
『ネオ・ゼロ』
鳴海章の小説。
『超空自衛隊』
富永浩史の小説。偵察飛行中に第二次世界大戦時にタイムスリップしてしまう。そこでソ連軍への偵察に使われ、迎撃に来たMiG-13とドッグファイトを繰り広げる。
『わたしのファルコン』
夏見正隆の小説。水無月忍が教育課程で搭乗する。

### コンピューターゲーム
『エアロダンシング シリーズ』
同シリーズの全ての作品で登場。1作目ではブルーインパルスのパイロットとして、実際にブルーインパルスが演じている科目をプレイヤーが行い、隊長機を目指す。
『パイロットになろう! シリーズ』
『群青の空を越えて』
アダルトゲームブランドlight発売のゲーム。訓練機として登場するが、一部シナリオで実戦に投入された。
『ぼくは航空管制官シリーズ』
ぼくは航空管制官2の小松基地航空祭、ぼくは航空管制官3の百里基地航空祭、中部国際空港セントレアで登場。
『モダンウォーシップ』
2022年8月に実装。ブルーインパルス仕様の塗装が施されており、武装として対空ミサイルとGAU-12機関砲を搭載する。